# Partit Socialdemòcrata d'Hongria
El Partit Socialdemòcrata d'Hongria (en hongarès Magyarországi Szociáldemokrata Párt, MSZDP) va ser un partit polític socialdemòcrata d'Hongria. Fundat al 1890, participà en els gabinets de Mihály Károlyi (1918-19), Dénes Berinkey (1919), Gyula Peidl (1919), Béla Miklós (1944-45), Zoltán Tildy (1945-46), Ferenc Nagy (1946-47) i Lajos Dinnyés (1947-48). Al 1948 s'unificà amb el Partit Comunista per a formar el Partit Hongarès dels Treballadors, posteriorment a 1956 el Partit Socialista Hongarès dels Treballadors.

## Història
El partit va créixer en poder i influència en el context de la Primera Guerra Mundial, després de la qual va desaparèixer l'Imperi Austrohongarès. El MSZDP va liderar llavors la Revolució dels Crisantems, que portaria a la proclamació tant de la República Democràtica Hongaresa com de la República Soviètica Hongaresa. La forta repressió que va continuar a l'esclafament del Soviet hongarès va provocar que l'esquerra boicotegés les eleccions de 1920, que resultaria en el definitiu retorn de la monarquia sota el control de Miklós Horthy.
Amb tot, el MSZDP va arribar a un compromís amb el govern a través del Pacte Bethlen-Peyer, tot i que no van poder aturar el procés autocràtic del país, i l'inevitable augment de la repressió al sindicalisme i espais tradicionals de l'esquerra. L'entorn es va tornar cada cop més hostil durant la Segona Guerra Mundial i l'activitat pràcticament es va aturar. Amb la presa del poder nazi d'Hongria el 1944, el partit va ser declarat il·legal. Molts dels líders van ser executats, i la resta va ser empresonat o conduït a la clandestinitat.
Un cop restablert el Regne, al 1944 van obtenir els seus millors resultats en les eleccions parlamentàries, amb 125 escons. A les següents eleccions, tot i reduir-se el seu suport, encara obtindrien 69 escons, molt per sobre de l'època Horthy. Amb la proclamació de la Segona República, el MSZDP mantindria una força similar al 1945, amb 67 escons. Al 1948 s'unificà amb el Partit Comunista per a formar el Partit Hongarès dels Treballadors, posteriorment a 1956 el Partit Socialista Hongarès dels Treballadors. Durant la Revolució hongaresa de 1956, una facció del partit reclamaria el MSZDP, formant part del govern provisional d'Imre Nagy i publicant de nou el diari Népszava. Amb la derrota de l'aixecament, molts dels participants van ser empresonats o exiliats.
Al 1989 el partit seria refundat, tenint un paper preponderant en el període de transició. Aviat va haver-hi tensions entre faccions internes, provocant la creació del Partit Socialdemòcrata Hongarès (SZDP), que juntament amb la formació del nou Partit Socialista Hongarès (MSZP) provocarien el seu declivi i marginació. A les primeres eleccions de 1990 el partit aconseguiria un 3.6% dels vots, però cap escó, certificant la seva derrota per al nou període.
Posteriorment no ha aconseguit cap escó propi, aconseguint només l'entrada al 2002 i 2006 a partir de les llistes del MSZP. Més recentment, el partit va ser retirat de la Internacional Socialista i del Partit dels Socialistes Europeus al 2020 fruit de la seva inactivitat. Tot i que van plantejar participar de les eleccions de 2022, finalment no van registrar-se per raons administratives, donant suport finalment a la candidatura opositora d'Units per Hongria.

## Resultats electorals
| Any  | Assemblea Nacional                                     | Assemblea Nacional                                     | Assemblea Nacional                                     | Assemblea Nacional                                     | Govern                                                 |
| Any  | Vots                                                   | %                                                      | Escons                                                 | +/–                                                    | Govern                                                 |
| ---- | ------------------------------------------------------ | ------------------------------------------------------ | ------------------------------------------------------ | ------------------------------------------------------ | ------------------------------------------------------ |
| 1920 | El partit va boicotejar les eleccions per la repressió | El partit va boicotejar les eleccions per la repressió | El partit va boicotejar les eleccions per la repressió | El partit va boicotejar les eleccions per la repressió | El partit va boicotejar les eleccions per la repressió |
| 1922 | 277,481                                                | 17% (#2)                                               | 25 / 245                                               | Nou                                                    | Oposició                                               |
| 1926 | 126,824                                                | 11.1% (#3)                                             | 14 / 245                                               | 11                                                     | Oposició                                               |
| 1931 | 165,794                                                | 11% (#4)                                               | 14 / 245                                               | =                                                      | Oposició                                               |
| 1935 | 132,052                                                | 6.7% (#4)                                              | 11 / 245                                               | 3                                                      | Oposició                                               |
| 1939 | 126,637                                                | 3.4% (#4)                                              | 5 / 260                                                | 6                                                      | Oposició                                               |
| 1944 |                                                        | (#2)                                                   | 125 / 498                                              | 120                                                    | Coalició                                               |
| 1945 | 823,250                                                | 17.4% (#2)                                             | 69 / 409                                               | 56                                                     | Coalició                                               |
| 1947 | 742,171                                                | 14.86% (#4)                                            | 67 / 411                                               | 2                                                      | Coalició                                               |
|      |                                                        |                                                        |                                                        |                                                        |                                                        |
| 1990 | 174,409                                                | 3.6% (#8)                                              | 0 / 386                                                | Nou                                                    | Extraparlamentari                                      |
| 1994 | 51,122                                                 | 0.9% (#11)                                             | 0 / 386                                                | =                                                      | Extraparlamentari                                      |
| 1998 | 5,689                                                  | 0.1%                                                   | 0 / 386                                                | =                                                      | Extraparlamentari                                      |
| 2002 | 41,461 (més candidats a MSZP)                          | 0.7%                                                   | 1 / 386                                                | 1                                                      | Extraparlamentari                                      |
| 2006 | No va participar (candidats a MSZP)                    | No va participar (candidats a MSZP)                    | 1 / 386                                                | =                                                      | Extraparlamentari                                      |
| 2010 | 4,117                                                  | 0.08%                                                  | 0 / 386                                                | 1                                                      | Extraparlamentari                                      |
| 2014 | 937                                                    | 0.02%                                                  | 0 / 199                                                | =                                                      | Extraparlamentari                                      |